# Pórtico de Cátulo
O Pórtico de Cátulo (em latim: Porticus Catuli) era um monumento  da Roma Antiga localizado no monte Palatino. Foi construído por Quinto Lutácio Cátulo, cônsul em 102 a.C., para comemorar sua vitória conjunta com Caio Mário sobre os cimbros e os vercelas.

## História
O pórtico ficava ao lado da casa romana de Cátulo, que Plínio, o Velho, considerava como uma das mais grandiosas construídas no final do século II a.C.. A prática de expandir a casa da família a partir de estruturas relativamente modestas do período intermediário da República Romana começou nesta época. O Pórtico de Cátulo ficou particularmente famoso por causa das obras de arte que eram exibidas ali
A magnificência deste monumento rivalizava com o do Templo da Honra e da Virtude construído por Mário para comemorar a mesma vitória, pela qual ambos receberam a honra de um triunfo romano.

## Localização
O Pórtico de Cátulo ficava localizada numa das mais nobres propriedades de terra de Roma, um local muito politizado. Ali ficava antes a casa de Marco Fúlvio Flaco, um dos principais aliados do popular Caio Graco, que foi condenado à morte e teve suas propriedades confiscadas e destruídas. Na metade do século I a.C., o Pórtico de Cátulo se viu envolvido na disputa entre Cícero e Clódio. Quando Cícero foi condenado ao exílio por mandar executar cidadãos romanos à morte sem permitir-lhes o direito de apelação, Clódio arrasou a casa de Cícero e, provavelmente, também o Pórtico de Cátulo para construir um santuário a Libertas. Se o pórtico foi demolido e não incorporado ao novo complexo religioso, ele foi reconstruído juntamente com a casa de Cícero quando este voltou a Roma.